# Анаморфоза (биология)
Вижте пояснителната страница за други значения на  Анаморфоза .
Анаморфозата е вид развитие на някои членестоноги, при което броят на членчетата на тялото нараства по време на постембионалното развитие (т.е. след излюпването). Анаморфозата е характерна за по-простите членестоноги като многоножките и първичноопашатите. Развитие, при което членчетата са напълно диференцирани при излюпването и техният брой не се променя след това, се нарича епиморфоза.